# 户高一生
户高一生（日语：／ Totaka Kazumi，1967年8月23日—） 是日本一位游戏音乐作曲家和音效导演，毕业于國立音樂大學，他因在任天堂游戏中的各种作曲而知名。户高一生偶尔会参与游戏的配音，如瑪利歐系列中的耀西，此外他还负责开发Wii Music。

## 工作

### 作曲
- X （1992）
- 马里奥绘图 （1992） - 与田中宏和、吉富亮二
- 鐘為青蛙而響 （1992）
- 超级马里奥大陆2 六个金币 （1992）
- 俄罗斯方块+马里奥医生 （1994） - 与田中宏和、神吉由美子
- Virtual Boy 瓦里奥大陸 （1995）
- 冲浪竞赛64 （1996）
- 耀西故事 （1997）
- 马里奥艺术家: Polygon Studio （1999）
- 马里奥艺术家: Paint Studio （1999） - 与Chris Jojo, Martin Goodall, Suddi Raval
- 马里奥艺术家: Talent Studio （2000） - 与峰岸透、Kenta Nagata
- Machop at Work （2001） - 与Takuto Kitsuta、Yasushi Ida
- 路易吉洋樓 （2001） - 与田中忍
- Kingler's Day （2001） - 与Takuto Kitsuta、Yasushi Ida
- 动物森友会 （2001） - 与永田権、峰岸透、田中しのぶ
- 捕捉！觸摸！耀西 （2005） - 与Asuka Ohta、Toru Minegishi
- 欢迎来到 动物森友会 （2005） - 与Asuka Ohta
- 默认Wii频道 （2006）
- Wii Sports （2006）
- 健康支援食譜1000：DS菜單全集 （2006）
- X-Scape （2010）
- Wii Sports Club （2014）
- 耀西的毛線世界 （2015） - 仅主题曲
- 动物森友会 快乐之家设计师 （2015）
- 波奇&耀西的毛線世界 （2017） - 仅主题曲

### 音效导演/制作人/主管
- 薩爾達傳說 織夢島 （1993）
- 任天堂明星大乱斗 （1999）
- 任天堂明星大乱斗DX （2001）
- 皮克敏2 （2004）
- 欢迎来到 动物森友会 （2005）
- 耀西岛DS （2006）
- Wii Sports （2006）
- 任天堂明星大乱斗X （2008）
- Wii Music （2008）
- 动物森友会 城市大家庭 （2008）
- 来吧！动物森友会 （2012）
- 路易吉洋樓2（2013） - 与近藤浩治、Yoji Inagaki
- 耀西新島 （2014）
- 任天堂明星大乱斗3DS/Wii U （2014）
- 动物森友会 快乐之家设计师 （2015）
- 迷你瑪利歐&朋友amiibo挑戰賽 （2016）
- 马力欧网球 Ace （2018）
- 任天堂明星大乱斗 特别版 （2018）
- 耀西的手工世界 （2019）
- 路易吉洋樓3 （2019）
- 集合啦！动物森友会 （2020）

### 角色配音
- 耀西 （《耀西故事》以後）
- 哎唷·喂博士
- 嘿呵 （1998年至2002年）
- 凱瑟琳（2003年至今）
- 歐利瑪隊長[2]
- K.K.

## K.K.
K.K.是動物森友會系列中的一个角色，日语版本中称为Totakeke（とたけけ）。这个名字有认为可能与户高一生有关，其发音与户高的日语读音近似。
在马里欧与萨尔达音乐会上，主持人拿起吉他交给户高一生时，一些粉丝大喊“ Totakeke”。当户高一生像K.K一样坐在椅子上时，宫本茂则在户高一生身旁举起K.K的画像。

## 户高曲调
户高曲调指的是一段19个音符的片段，在几乎所有户高参与的游戏音乐中都隐藏起来用做彩蛋。早期发现于马里奥绘图的标题屏幕上，后来发现起源于Game Boy上的X， 早于马里奥绘图两个月。

### 出场
户高曲调出现在以下作品中：
- 动物森友会系列[a][5]
  - 动物森友会
  - 动物森友会 e-Reader cards (#P13 and #P15)
  - 动物森友会 城市大家庭
  - 动物森友会 快乐之家设计师
  - 集合啦！动物森友会
  - 来吧！动物森友会
  - 欢迎来到 动物森友会
- 鐘為青蛙而響
- 塞尔达传说 织梦岛，塞尔达传说 织梦岛DX，2019重制版[6]
- 路易吉洋樓，包括3DS重制版
- 马里奥艺术家: Talent Studio
- 瑪利歐賽車8，包括《瑪利歐賽車8 豪華版》[7]
- 马里奥绘图
- 皮克敏2[b]
- 超级马里奥大陆2 六个金币
- Virtual Boy 壞利歐樂園
- X，以及续作 X-Scape
- 耀西系列
  - 捕捉！觸摸！耀西！
  - 耀西新岛[8]
  - 耀西故事